# Flux piroclastic

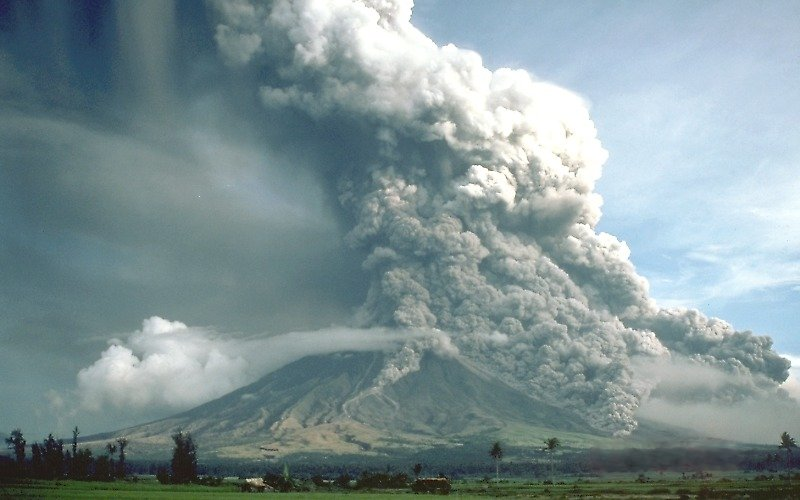
Flux piroclastic în timpul erupției vulcanului Mayon (Filipine, 1984)

Fluxul piroclastic este un amestec de gaze, cenușă și roci vulcanice de înaltă temperatură formate în timpul erupției vulcanului. Fluxul/debitul ajunge, uneori, la o viteză de 700 kilometri pe oră și la o temperatură a gazului, de la 100 la 800°C. Este tipic pentru erupții de tipul „Pelée” (numit după vulcanul Monte Pelée).
Există o convingere rezonabilă că anume un flux piroclastic a fost cauza de deces a persoanelor din Herculaneum și, probabil, din Stabiae în timpul erupției Vezuviului în anul 79 (aceast lucru a fost confirmat de săpături arheologice). Există dovezi ale fluxului piroclastic în timpul unei erupții vulcanice a lui Krakatoa în 1883. De asemenea, din cauza fluxului și-au pierdut viața și locuitorii din Saint-Pierre în timpul erupției lui Montagnee Pelée în 1902. 
Scurgerile piroclastice pot traversa obstacole de apă. Masa grea de cenușă rămâne sub apă, pe când partea ușoară gazoasă continuă să se deplaseze deasupra apei. În contact cu apa fluxul își pierde puterea și temperatura sa, dar, totuși, există un risc, deoarece acesta se accelerează. După o astfel de „aventură” fluxul se poate deplasa pe sol și se ridică de fapt, deasupra nivelului mării.

## Legături externe
- en  Videouri cu Fluxuri vulcanice piroclastice